# Eochaid XI Gonnat
Eochaid XI Gonnat („z Zielonym Strojem”?) – legendarny król Ulaidu z dynastii Dál Fiatach jako Eochaid III Gonnat w latach 262-278 oraz na wpół legendarny zwierzchni król Irlandii w latach 277-278. Ojcem był Fiac (Fiacc, Fiach), praprawnuk króla Ulaidu i arcykróla Irlandii Fiatacha Finna, zaś matką Mathuirchoem.
Informacje o jego rządach z Emain Macha w Ulaidzie czerpiemy ze źródeł średniowiecznych, np. „Laud Misc. 610”, gdzie zanotowano na jego temat: "Eocħ[aid] Gun[n]fat m[ac] Feíc m[eic] Ī[m]chada .xui. blī[adna]" (fol. 107 b 11). Zastosowano w tekście abrewiację oraz zapisano małymi literami rzymską cyfrę XVI, oznaczającą szesnaście lat rządów. Błędnie umieszczono go na liście królów Ulaidu po Fergusie III Duibdedachu, zamiast po jego synu, Aengusie II Finnie. Lista ta bowiem jest niezgodna z chronologią zwierzchnich królów irlandzkich. 
Po piętnastu latach rządów Eochaid objął zwierzchni tron Irlandii po śmierci Cormaca Ulfady („Długobrodego”). Rządził wyspą tylko przez rok, bowiem został w bitwie pokonany i zabity z ręki Lugaida Menna (Lorca), syna króla Ulaidu Aengusa II Finna. Po śmierci Eochaida władza nad Irlandią przeszła na Cairbre’a II Liffechaira, zaś nad Ulaidem na kuzyna Rossę mac Imchada, a nie na Aengusa Finna, rządzącego wcześniej. Eochaid jest eponimem Uí Echach Ardda. Pozostawił po sobie syna Cathbada, ojca siedmiu synów.